# 伊莱雅站
伊萊雅地鐵站（英語：Elias MRT station，代號CP2）是一個未來的新加坡地鐵跨島線的地下車站。

## 歷史
伊萊雅地鐵站在2019年1月25日正式作為跨島線第一期對外公佈。工程將在2022年開工，並在2032年完工。